# Segunda Categoría de Azuay 2022
El Campeonato Provincial de Fútbol de Segunda Categoría de Azuay 2022, llamado oficialmente «Copa BBC» por motivos de patrocinio, fue un torneo de fútbol en Ecuador en el cual compitieron equipos de la provincia de Azuay. El torneo fue organizado por la Asociación de Fútbol Profesional del Azuay (AFA) y avalado por la Federación Ecuatoriana de Fútbol. El torneo inició el 7 de mayo y finalizó el 4 de septiembre. Participaron 15 clubes de fútbol y entregó cinco cupos a los play-offs del Ascenso Nacional 2022 por el ascenso a la Serie B, además el campeón provincial clasificó a la Copa Ecuador 2023.

## Sistema de campeonato
El sistema determinado por la Asociación de Fútbol Profesional del Azuay fue el siguiente:
- Primera fase: Los 15 equipos fueron divididos en tres grupos de cinco equipos cada uno, jugaron todos contra todos ida y vuelta (10 fechas), los dos primeros de cada grupo más los dos mejores terceros avanzaron a la siguiente etapa.[4]

- Fase final: Los ocho equipos clasificados de la etapa anterior se ordenaron en una sola tabla en base a los puntos y goles obtenidos, se enfrentaron entre sí en play-offs eliminatorios desde Cuartos de final (ida y vuelta) para determinar al campeón y subcampeón del torneo, las Semifinales y Final se jugaron a partido único. El orden de los enfrentamientos de cuartos de final fue 1.° vs. 8.°, 2.° vs. 7.°, 3.° vs. 6.° y 4.° vs. 5.°.[5] Los ganadores de las llaves de cuartos de final clasificaron a los play-offs del Ascenso Nacional 2022, el último cupo correspondió al equipo eliminado mejor ubicado en la tabla de clasificados.[6][7]

## Equipos participantes
| Equipos participantes                    | Equipos participantes | Equipos participantes                                   |
| ---------------------------------------- | --------------------- | ------------------------------------------------------- |
|                                          |                       |                                                         |
| Equipo                                   | Ciudad                | Estadio                                                 |
| Aviced Fútbol Club                       | Cuenca                | Estadio Alejandro Serrano Aguilar                       |
| Círculo Cruz del Vado Social y Deportivo | Cuenca                | Estadio Alejandro Serrano Aguilar                       |
| Santa Ana Sporting Club                  | Cuenca                | Estadio Alejandro Serrano Aguilar                       |
| Club Sociedad Deportiva El Cuartel       | Paute                 | Estadio Eduardo Crespo Malo                             |
| Club Deportivo Estrella Roja             | Cuenca                | Estadio Alejandro Serrano Aguilar                       |
| Club Deportivo Baldor Bermeo Cabrera     | Ponce Enríquez        | Estadio de la Liga Deportiva Cantonal de Ponce Enríquez |
| Cuenca Fútbol Club                       | Cuenca                | Estadio Alejandro Serrano Aguilar                       |
| Club Social Deportivo Tecni Club         | Cuenca                | Estadio Valeriano Gavinelli                             |
| Club Deportivo San Pedro del Pongo       | Girón                 | Estadio Rosa de Gómez                                   |
| Paute Fútbol Club                        | Paute                 | Estadio Eduardo Crespo Malo                             |
| Club Deportivo Estudiantes               | Cuenca                | Estadio Alejandro Serrano Aguilar                       |
| Liga de Cuenca                           | Cuenca                | Estadio Alejandro Serrano Aguilar                       |
| Club Deportivo Propraxis                 | Cuenca                | Estadio Alejandro Serrano Aguilar                       |
| Atenas Fútbol Club                       | Cuenca                | Estadio Alejandro Serrano Aguilar                       |
| Santa Isabel Fútbol Club                 | Santa Isabel          | Estadio Rosa de Gómez                                   |

## Equipos por cantón
| Cantón         | N.º | Equipos |
| -------------- | --- | --- |
| Cuenca         | 10  | - Atenas F. C. - Aviced F. C. - Estudiantes - Santa Ana S. C. - Estrella Roja - Cuenca F. C. - Cruz del Vado - Tecni Club - Liga de Cuenca - Propraxis |
| Paute          | 2   | - El Cuartel - Paute F. C. |
| Ponce Enríquez | 1   | - Baldor Bermeo Cabrera |
| Girón          | 1   | - San Pedro del Pongo |
| Santa Isabel   | 1   | - Santa Isabel F. C. |

## Primera fase

### Grupo A

#### Clasificación
| Pos. | Equipo                | Pts. | PJ | G | E | P | GF | GC | Dif. | Clasificación |
| ---- | --------------------- | ---- | -- | - | - | - | -- | -- | ---- | ------------- |
| 1    | Baldor Bermeo Cabrera | 20   | 8  | 6 | 2 | 0 | 20 | 6  | +14  | Fase final    |
| 2    | Cruz del Vado         | 16   | 8  | 5 | 1 | 2 | 14 | 9  | +5   | Fase final    |
| 3    | Tecni Club            | 13   | 8  | 4 | 1 | 3 | 16 | 9  | +7   | Fase final    |
| 4    | Estudiantes           | 5    | 7  | 1 | 2 | 4 | 5  | 16 | −11  |               |
| 5    | Santa Ana S. C.       | 0    | 7  | 0 | 0 | 7 | 7  | 22 | −15  |               |

 Fuente: Aso Azuay, @AscensoEcuador, @TotalFutbol_EC
Criterios de clasificación: 1) Puntos; 2) Diferencia de goles; 3) Goles marcados; 4) Goles de visitante

#### Evolución de la clasificación
| Equipo / Fecha        | 1 | 2 | 3 | 4 | 5 | 6 | 7 | 8 | 9 | 10 |
| --------------------- | - | - | - | - | - | - | - | - | - | -- |
| Baldor Bermeo Cabrera | 1 | 1 | 3 | 2 | 1 | 1 | 1 | 1 | 1 | 1  |
| Cruz del Vado         | 2 | 2 | 1 | 1 | 2 | 2 | 2 | 2 | 2 | 2  |
| Tecni Club            | 4 | 3 | 2 | 3 | 3 | 3 | 3 | 3 | 3 | 3  |
| Estudiantes           | 3 | 4 | 4 | 4 | 4 | 4 | 4 | 4 | 4 | 4  |
| Santa Ana S. C.       | 5 | 5 | 5 | 5 | 5 | 5 | 5 | 5 | 5 | 5  |

#### Resultados
- Los horarios corresponden al huso horario de Ecuador: (UTC-5).

| Tecni Club            | 1 - 2 | Cruz del Vado   | Valeriano Gavinelli   | 7 de mayo | 15:00 |
| Baldor Bermeo Cabrera | 5 - 0 | Santa Ana S. C. | LDC de Ponce Enríquez | 8 de mayo | 11:30 |
| Libre: Estudiantes    |       |                 |                       |           |       |

| Santa Ana S. C.      | 2 - 3 | Tecni Club            | Eduardo Crespo Malo   | 15 de mayo | 14:00 |
| Estudiantes          | 2 - 2 | Baldor Bermeo Cabrera | LDC de Ponce Enríquez | 17 de mayo | 13:00 |
| Libre: Cruz del Vado |       |                       |                       |            |       |

| Cruz del Vado                | 5 - 3 | Santa Ana S. C. | Eduardo Crespo Malo | 21 de mayo | 11:00 |
| Tecni Club                   | 2 - 0 | Estudiantes     | Valeriano Gavinelli | 24 de mayo | 13:00 |
| Libre: Baldor Bermeo Cabrera |       |                 |                     |            |       |

| Baldor Bermeo Cabrera  | 3 - 1 | Tecni Club    | LDC de Ponce Enríquez | 29 de mayo | 11:00 |
| Estudiantes            | 0 - 3 | Cruz del Vado | Guachapala            | 29 de mayo | 14:00 |
| Libre: Santa Ana S. C. |       |               |                       |            |       |

| Cruz del Vado     | 0 - 1 | Baldor Bermeo Cabrera | Eduardo Crespo Malo | 4 de junio | 11:00 |
| Santa Ana S. C.   | 0 - 1 | Estudiantes           | Eduardo Crespo Malo | 5 de junio | 11:00 |
| Libre: Tecni Club |       |                       |                     |            |       |

| Santa Ana S. C.    | 1 - 2 | Baldor Bermeo Cabrera | Eduardo Crespo Malo | 12 de junio | 11:00 |
| Cruz del Vado      | 1 - 0 | Tecni Club            | Valeriano Gavinelli | 12 de junio | 12:00 |
| Libre: Estudiantes |       |                       |                     |             |       |

| Tecni Club            | 4 - 0 | Santa Ana S. C. | Valeriano Gavinelli   | 9 de julio  | 13:00 |
| Baldor Bermeo Cabrera | 4 - 1 | Estudiantes     | LDC de Ponce Enríquez | 10 de julio | 13:00 |
| Libre: Cruz del Vado  |       |                 |                       |             |       |

| Estudiantes                  | 0 - 4 | Tecni Club    | Valeriano Gavinelli | 16 de julio | 13:00 |
| Santa Ana S. C.              | 1 - 2 | Cruz del Vado | Eduardo Crespo Malo | 17 de julio | 11:00 |
| Libre: Baldor Bermeo Cabrera |       |               |                     |             |       |

| Tecni Club             | 1 - 1 | Baldor Bermeo Cabrera | Valeriano Gavinelli | 22 de julio | 11:00 |
| Cruz del Vado          | 1 - 1 | Estudiantes           | Eduardo Crespo Malo | 23 de julio | 11:00 |
| Libre: Santa Ana S. C. |       |                       |                     |             |       |

| Baldor Bermeo Cabrera | 2 - 0 | Cruz del Vado   | LDC de Ponce Enríquez | 30 de julio    | 15:00          |
| Estudiantes           | -     | Santa Ana S. C. | No se programó        | No se programó | No se programó |
| Libre: Tecni Club     |       |                 |                       |                |                |

#### Tabla de resultados cruzados
| Local \ Visitante     | BBC | EST | ANA | CRU | TEC |
| --------------------- | --- | --- | --- | --- | --- |
| Baldor Bermeo Cabrera | —   | 4–1 | 5–0 | 2–0 | 3–1 |
| Estudiantes           | 2–2 | —   | —   | 0–3 | 0–4 |
| Santa Ana S. C.       | 1–2 | 0–1 | —   | 1–2 | 2–3 |
| Cruz del Vado         | 0–1 | 1–1 | 5–3 | —   | 1–0 |
| Tecni Club            | 1–1 | 2–0 | 4–0 | 1–2 | —   |

### Grupo B

#### Clasificación
| Pos. | Equipo              | Pts. | PJ | G | E | P | GF | GC | Dif. | Clasificación |
| ---- | ------------------- | ---- | -- | - | - | - | -- | -- | ---- | ------------- |
| 1    | Estrella Roja       | 16   | 8  | 5 | 1 | 2 | 12 | 12 | 0    | Fase final    |
| 2    | Paute F. C.         | 15   | 8  | 5 | 0 | 3 | 17 | 9  | +8   | Fase final    |
| 3    | Cuenca F. C.        | 14   | 8  | 4 | 2 | 2 | 15 | 11 | +4   | Fase final    |
| 4    | San Pedro del Pongo | 13   | 8  | 4 | 1 | 3 | 17 | 8  | +9   |               |
| 5    | Propraxis           | 0    | 8  | 0 | 0 | 8 | 2  | 23 | −21  |               |

 Fuente: Aso Azuay, @AscensoEcuador, @TotalFutbol_EC
Criterios de clasificación: 1) Puntos; 2) Diferencia de goles; 3) Goles marcados; 4) Goles de visitante

#### Evolución de la clasificación
| Equipo / Fecha      | 1 | 2 | 3 | 4 | 5 | 6 | 7 | 8 | 9 | 10 |
| ------------------- | - | - | - | - | - | - | - | - | - | -- |
| Estrella Roja       | 2 | 2 | 2 | 1 | 2 | 1 | 1 | 2 | 1 | 1  |
| Paute F. C.         | 5 | 4 | 3 | 4 | 4 | 4 | 4 | 4 | 3 | 2  |
| Cuenca F. C.        | 3 | 3 | 4 | 3 | 1 | 3 | 3 | 3 | 4 | 3  |
| San Pedro del Pongo | 1 | 1 | 1 | 2 | 3 | 2 | 2 | 1 | 2 | 4  |
| Propraxis           | 4 | 5 | 5 | 5 | 5 | 5 | 5 | 5 | 5 | 5  |

#### Resultados
- Los horarios corresponden al huso horario de Ecuador: (UTC-5).

| Estrella Roja       | 1 - 0 | Propraxis   | Alejandro Serrano Aguilar | 7 de mayo | 11:00 |
| San Pedro del Pongo | 4 - 1 | Paute F. C. | Rosa de Gómez             | 8 de mayo | 11:00 |
| Libre: Cuenca F. C. |       |             |                           |           |       |

| Cuenca F. C.       | 1 - 2 | Estrella Roja       | Victoria del Portete | 13 de mayo | 12:30 |
| Propraxis          | 0 - 4 | San Pedro del Pongo | Patamarca            | 14 de mayo | 15:00 |
| Libre: Paute F. C. |       |                     |                      |            |       |

| San Pedro del Pongo  | 0 - 1 | Cuenca F. C. | Rosa de Gómez | 21 de mayo | 11:00 |
| Paute F. C.          | 3 - 0 | Propraxis    | Guachapala    | 22 de mayo | 15:00 |
| Libre: Estrella Roja |       |              |               |            |       |

| Cuenca F. C.     | 2 - 1 | Paute F. C.         | Rosa de Gómez | 28 de mayo | 11:00 |
| Estrella Roja    | 1 - 0 | San Pedro del Pongo | Patamarca     | 28 de mayo | 15:00 |
| Libre: Propraxis |       |                     |               |            |       |

| Paute F. C.                | 3 - 1 | Estrella Roja | Guachapala | 4 de junio | 15:00 |
| Propraxis                  | 1 - 3 | Cuenca F. C.  | Patamarca  | 5 de junio | 10:00 |
| Libre: San Pedro del Pongo |       |               |            |            |       |

| Propraxis           | 1 - 2 | Estrella Roja       | Patamarca           | 12 de junio | 10:00 |
| Paute F. C.         | 1 - 2 | San Pedro del Pongo | Eduardo Crespo Malo | 12 de junio | 15:00 |
| Libre: Cuenca F. C. |       |                     |                     |             |       |

| Estrella Roja       | 3 - 3 | Cuenca F. C. | Alejandro Serrano Aguilar | 9 de julio | 09:30 |
| San Pedro del Pongo | 4 - 0 | Propraxis    | Rosa de Gómez             | 9 de julio | 11:00 |
| Libre: Paute F. C.  |       |              |                           |            |       |

| Cuenca F. C.         | 2 - 2 | San Pedro del Pongo | Alejandro Serrano Aguilar | 17 de julio | 11:00 |
| Propraxis            | 0 - 3 | Paute F. C.         | Patamarca                 | 17 de julio | 15:00 |
| Libre: Estrella Roja |       |                     |                           |             |       |

| San Pedro del Pongo | 1 - 2 | Estrella Roja | Rosa de Gómez       | 23 de julio | 11:00 |
| Paute F. C.         | 2 - 0 | Cuenca F. C.  | Eduardo Crespo Malo | 23 de julio | 15:00 |
| Libre: Propraxis    |       |               |                     |             |       |

| Estrella Roja              | 0 - 3 | Paute F. C. | Alejandro Serrano Aguilar | 30 de julio | 15:00 |
| Cuenca F. C.               | 3 - 0 | Propraxis   | Victoria del Portete      | 30 de julio | 15:00 |
| Libre: San Pedro del Pongo |       |             |                           |             |       |

#### Tabla de resultados cruzados
| Local \ Visitante   | PAU | PRO | CUE | ROJ | PON |
| ------------------- | --- | --- | --- | --- | --- |
| Paute F. C.         | —   | 3–0 | 2–0 | 3–1 | 1–2 |
| Propraxis           | 0–3 | —   | 1–3 | 1–2 | 0–4 |
| Cuenca F. C.        | 2–1 | 3–0 | —   | 1–2 | 2–2 |
| Estrella Roja       | 0–3 | 1–0 | 3–3 | —   | 1–0 |
| San Pedro del Pongo | 4–1 | 4–0 | 0–1 | 1–2 | —   |

### Grupo C

#### Clasificación
| Pos. | Equipo             | Pts. | PJ | G | E | P | GF | GC | Dif. | Clasificación |
| ---- | ------------------ | ---- | -- | - | - | - | -- | -- | ---- | ------------- |
| 1    | Aviced F. C.       | 22   | 8  | 7 | 1 | 0 | 39 | 5  | +34  | Fase final    |
| 2    | Liga de Cuenca     | 19   | 8  | 6 | 1 | 1 | 23 | 2  | +21  | Fase final    |
| 3    | Atenas F. C.       | 12   | 8  | 4 | 0 | 4 | 14 | 16 | −2   |               |
| 4    | El Cuartel         | 3    | 8  | 1 | 0 | 7 | 7  | 31 | −24  |               |
| 5    | Santa Isabel F. C. | 3    | 8  | 1 | 0 | 7 | 7  | 36 | −29  |               |

 Fuente: Aso Azuay, @AscensoEcuador, @TotalFutbol_EC
Criterios de clasificación: 1) Puntos; 2) Diferencia de goles; 3) Goles marcados; 4) Goles de visitante

#### Evolución de la clasificación
| Equipo / Fecha     | 1 | 2 | 3 | 4 | 5 | 6 | 7 | 8 | 9 | 10 |
| ------------------ | - | - | - | - | - | - | - | - | - | -- |
| Aviced F. C.       | 3 | 2 | 2 | 1 | 1 | 1 | 1 | 1 | 1 | 1  |
| Liga de Cuenca     | 1 | 1 | 1 | 2 | 2 | 2 | 2 | 2 | 2 | 2  |
| Atenas F. C.       | 2 | 3 | 3 | 4 | 3 | 3 | 3 | 3 | 3 | 3  |
| El Cuartel         | 5 | 5 | 4 | 3 | 4 | 4 | 4 | 4 | 4 | 4  |
| Santa Isabel F. C. | 4 | 4 | 5 | 5 | 5 | 5 | 5 | 5 | 5 | 5  |

#### Resultados
- Los horarios corresponden al huso horario de Ecuador: (UTC-5).

| El Cuartel          | 0 - 4 | Liga de Cuenca | Guachapala    | 8 de mayo | 11:00 |
| Santa Isabel F. C.  | 0 - 1 | Atenas F. C.   | Rosa de Gómez | 8 de mayo | 14:00 |
| Libre: Aviced F. C. |       |                |               |           |       |

| Aviced F. C.        | 5 - 0 | El Cuartel         | Patamarca                 | 14 de mayo | 11:00 |
| Liga de Cuenca      | 6 - 0 | Santa Isabel F. C. | Alejandro Serrano Aguilar | 15 de mayo | 11:00 |
| Libre: Atenas F. C. |       |                    |                           |            |       |

| Santa Isabel F. C. | 1 - 6 | Aviced F. C.   | Rosa de Gómez       | 21 de mayo | 14:00 |
| Atenas F. C.       | 0 - 3 | Liga de Cuenca | Eduardo Crespo Malo | 21 de mayo | 15:00 |
| Libre: El Cuartel  |       |                |                     |            |       |

| El Cuartel            | 3 - 1 | Santa Isabel F. C. | Rosa de Gómez | 27 de mayo | 15:00 |
| Aviced F. C.          | 7 - 0 | Atenas F. C.       | Patamarca     | 28 de mayo | 10:00 |
| Libre: Liga de Cuenca |       |                    |               |            |       |

| Liga de Cuenca            | 0 - 2 | Aviced F. C. | Alejandro Serrano Aguilar | 4 de junio | 13:00 |
| Atenas F. C.              | 2 - 1 | El Cuartel   | Eduardo Crespo Malo       | 4 de junio | 15:00 |
| Libre: Santa Isabel F. C. |       |              |                           |            |       |

| Atenas F. C.        | 3 - 0 | Santa Isabel F. C. | Eduardo Crespo Malo       | 11 de junio | 10:00 |
| Liga de Cuenca      | 3 - 0 | El Cuartel         | Alejandro Serrano Aguilar | 11 de junio | 11:00 |
| Libre: Aviced F. C. |       |                    |                           |             |       |

| Santa Isabel F. C.  | 0 - 6 | Liga de Cuenca | Rosa de Gómez | 9 de julio | 14:00 |
| El Cuartel          | 1 - 6 | Aviced F. C.   | Patamarca     | 9 de julio | 15:30 |
| Libre: Atenas F. C. |       |                |               |            |       |

| Aviced F. C.      | 9 - 2 | Santa Isabel F. C. | Patamarca                 | 16 de julio | 11:00 |
| Liga de Cuenca    | 1 - 0 | Atenas F. C.       | Alejandro Serrano Aguilar | 16 de julio | 15:00 |
| Libre: El Cuartel |       |                    |                           |             |       |

| Santa Isabel F. C.    | 3 - 2 | El Cuartel   | Rosa de Gómez       | 23 de julio | 14:30 |
| Atenas F. C.          | 1 - 4 | Aviced F. C. | Eduardo Crespo Malo | 24 de julio | 15:00 |
| Libre: Liga de Cuenca |       |              |                     |             |       |

| El Cuartel                | 0 - 7 | Atenas F. C.   | Eduardo Crespo Malo | 30 de julio | 15:00 |
| Aviced F. C.              | 0 - 0 | Liga de Cuenca | Patamarca           | 30 de julio | 15:00 |
| Libre: Santa Isabel F. C. |       |                |                     |             |       |

#### Tabla de resultados cruzados
| Local \ Visitante  | ATE | AVI | LDC | CUA | ISA |
| ------------------ | --- | --- | --- | --- | --- |
| Atenas F. C.       | —   | 1–4 | 0–3 | 2–1 | 3–0 |
| Aviced F. C.       | 7–0 | —   | 0–0 | 5–0 | 9–2 |
| Liga de Cuenca     | 1–0 | 0–2 | —   | 3–0 | 6–0 |
| El Cuartel         | 0–7 | 1–6 | 0–4 | —   | 3–1 |
| Santa Isabel F. C. | 0–1 | 1–6 | 0–6 | 3–2 | —   |

### Mejores terceros
| Pos. | Grp. | Equipo       | Pts. | PJ | G | E | P | GF | GC | Dif. | Clasificación |
| ---- | ---- | ------------ | ---- | -- | - | - | - | -- | -- | ---- | ------------- |
| 1    | B    | Cuenca F. C. | 14   | 8  | 4 | 2 | 2 | 15 | 11 | +4   | Fase final    |
| 2    | A    | Tecni Club   | 13   | 8  | 4 | 1 | 3 | 16 | 9  | +7   | Fase final    |
| 3    | C    | Atenas F. C. | 12   | 8  | 4 | 0 | 4 | 14 | 16 | −2   |               |

 Fuente: Aso Azuay
Criterios de clasificación: 1) Puntos; 2) Diferencia de gol; 3) Goles anotados; 4) Puntos disciplinarios; 5) Sorteo.

### Tabla de clasificados
| Pos. | Grp. | Equipo                | Pts. | PJ | G | E | P | GF | GC | Dif. | Posición en el grupo |
| ---- | ---- | --------------------- | ---- | -- | - | - | - | -- | -- | ---- | -------------------- |
| 1    | C    | Aviced F. C.          | 22   | 8  | 7 | 1 | 0 | 39 | 5  | +34  | Primeros             |
| 2    | A    | Baldor Bermeo Cabrera | 20   | 8  | 6 | 2 | 0 | 20 | 6  | +14  | Primeros             |
| 3    | B    | Estrella Roja         | 16   | 8  | 5 | 1 | 2 | 12 | 12 | 0    | Primeros             |
| 4    | C    | Liga de Cuenca        | 19   | 8  | 6 | 1 | 1 | 23 | 2  | +21  | Segundos             |
| 5    | A    | Cruz del Vado         | 16   | 8  | 5 | 1 | 2 | 14 | 9  | +5   | Segundos             |
| 6    | B    | Paute F. C.           | 15   | 8  | 5 | 0 | 3 | 17 | 9  | +8   | Segundos             |
| 7    | B    | Cuenca F. C.          | 14   | 8  | 4 | 2 | 2 | 15 | 11 | +4   | Terceros             |
| 8    | A    | Tecni Club            | 13   | 8  | 4 | 1 | 3 | 16 | 9  | +7   | Terceros             |

 Fuente: Aso Azuay, @AscensoEcuador, FEF
Criterios de clasificación: 1) Puntos; 2) Diferencia de goles; 3) Goles marcados; 4) Goles de visitante

## Fase final

### Cuadro de desarrollo
|  | Cuartos de final  | Cuartos de final      | Cuartos de final  | Cuartos de final  | Cuartos de final  |   |   | Semifinales   | Semifinales  | Semifinales  |  |   | Final           | Final           | Final           |  |
|  | 5 al 21 de agosto | 5 al 21 de agosto     | 5 al 21 de agosto | 5 al 21 de agosto | 5 al 21 de agosto |   |   | 27 de agosto  | 27 de agosto | 27 de agosto |  |   | 4 de septiembre | 4 de septiembre | 4 de septiembre |  |
|  |                   |                       |                   |                   |                   |   |   |               |              |              |  |   |                 |                 |                 |  |
|  |                   |                       |                   |                   |                   |   |   |               |              |              |  |   |                 |                 |                 |  |
|  | 1                 | Aviced F. C.          | 0                 | 2                 | 2                 |   |   |               |              |              |  |   |                 |                 |                 |  |
|  | 1                 | Aviced F. C.          | 0                 | 2                 | 2                 |   |   |               |              |              |  |   |                 |                 |                 |  |
|  | 8                 | Tecni Club            | 0                 | 0                 | 0                 |   |   |               |              |              |  |   |                 |                 |                 |  |
|  | 8                 | Tecni Club            | 0                 | 0                 | 0                 |   | 1 | Aviced F. C.  | 2            |              |  |   |                 |                 |                 |  |
|  |                   |                       |                   |                   |                   |   | 1 | Aviced F. C.  | 2            |              |  |   |                 |                 |                 |  |
|  |                   |                       | 4                 | Liga de Cuenca    | 0                 |   |   |               |              |              |  |   |                 |                 |                 |  |
|  | 4                 | Liga de Cuenca        | 4                 | Liga de Cuenca    | 0                 | 3 | 5 | 8             |              |              |  |   |                 |                 |                 |  |
|  | 4                 | Liga de Cuenca        |                   |                   |                   |   |   | 8             |              |              |  |   |                 |                 |                 |  |
|  | 5                 | Cruz del Vado         | 1                 | 0                 | 1                 |   |   |               |              |              |  |   |                 |                 |                 |  |
|  | 5                 | Cruz del Vado         | 1                 | 0                 | 1                 |   |   |               |              |              |  | 1 | Aviced F. C.    | 3               |                 |  |
|  |                   |                       |                   |                   |                   |   |   |               |              |              |  | 1 | Aviced F. C.    | 3               |                 |  |
|  |                   |                       | 3                 | Estrella Roja     | 1                 |   |   |               |              |              |  |   |                 |                 |                 |  |
|  | 3                 | Estrella Roja         | 3                 | Estrella Roja     | 1                 | 2 | 5 | 7             |              |              |  |   |                 |                 |                 |  |
|  | 3                 | Estrella Roja         |                   |                   |                   |   |   | 7             |              |              |  |   |                 |                 |                 |  |
|  | 6                 | Paute F. C.           | 1                 | 0                 | 1                 |   |   |               |              |              |  |   |                 |                 |                 |  |
|  | 6                 | Paute F. C.           | 1                 | 0                 | 1                 |   | 3 | Estrella Roja | 3            |              |  |   |                 |                 |                 |  |
|  |                   |                       |                   |                   |                   |   | 3 | Estrella Roja | 3            |              |  |   |                 |                 |                 |  |
|  |                   |                       | 7                 | Cuenca F. C.      | 1                 |   |   |               |              |              |  |   |                 |                 |                 |  |
|  | 2                 | Baldor Bermeo Cabrera | 7                 | Cuenca F. C.      | 1                 | 1 | 2 | 3 (3)         |              |              |  |   |                 |                 |                 |  |
|  | 2                 | Baldor Bermeo Cabrera |                   |                   |                   |   |   | 3 (3)         |              |              |  |   |                 |                 |                 |  |
|  | 7                 | Cuenca F. C.          | 3                 | 0                 | 3 (4)             |   |   |               |              |              |  |   |                 |                 |                 |  |
|  | 7                 | Cuenca F. C.          | 3                 | 0                 | 3 (4)             |   |   |               |              |              |  |   |                 |                 |                 |  |
|  |                   |                       |                   |                   |                   |   |   |               |              |              |  |   |                 |                 |                 |  |

### Cuartos de final
| Fecha               | Lugar          | Local                 |                             | Resultado     |                             | Visitante             |
| ------------------- | -------------- | --------------------- | --------------------------- | ------------- | --------------------------- | --------------------- |
| 5 de agosto, 11:00  | Cuenca         | Tecni Club            | Bandera de Cuenca (Ecuador) | 0 – 0         | Bandera de Cuenca (Ecuador) | Aviced F. C.          |
| 19 de agosto, 15:00 | Cuenca         | Aviced F. C.          | Bandera de Cuenca (Ecuador) | 2 – 0         | Bandera de Cuenca (Ecuador) | Tecni Club            |
| 7 de agosto, 12:00  | Cuenca         | Cuenca F. C.          | Bandera de Cuenca (Ecuador) | 3 – 1         |                             | Baldor Bermeo Cabrera |
| 21 de agosto, 12:00 | Ponce Enríquez | Baldor Bermeo Cabrera |                             | (3) 2 – 0 (4) | Bandera de Cuenca (Ecuador) | Cuenca F. C.          |
| 7 de agosto, 15:00  | Paute          | Paute F. C.           |                             | 1 – 2         | Bandera de Cuenca (Ecuador) | Estrella Roja         |
| 20 de agosto, 12:00 | Cuenca         | Estrella Roja         | Bandera de Cuenca (Ecuador) | 5 – 0         |                             | Paute F. C.           |
| 7 de agosto, 11:00  | Paute          | Cruz del Vado         | Bandera de Cuenca (Ecuador) | 1 – 3         | Bandera de Cuenca (Ecuador) | Liga de Cuenca        |
| 20 de agosto, 16:00 | Cuenca         | Liga de Cuenca        | Bandera de Cuenca (Ecuador) | 5 – 0         | Bandera de Cuenca (Ecuador) | Cruz del Vado         |

### Semifinales
| Fecha               | Lugar  | Equipo 1      |                             | Resultado |                             | Equipo 2       |
| ------------------- | ------ | ------------- | --------------------------- | --------- | --------------------------- | -------------- |
| 27 de agosto, 10:00 | Cuenca | Aviced F. C.  | Bandera de Cuenca (Ecuador) | 2 – 0     | Bandera de Cuenca (Ecuador) | Liga de Cuenca |
| 27 de agosto, 14:00 | Cuenca | Estrella Roja | Bandera de Cuenca (Ecuador) | 3 – 1     | Bandera de Cuenca (Ecuador) | Cuenca F. C.   |

### Partido por el tercer puesto
| Fecha                  | Lugar  | Equipo 1       |                             | Resultado |                             | Equipo 2     |
| ---------------------- | ------ | -------------- | --------------------------- | --------- | --------------------------- | ------------ |
| 4 de septiembre, 10:00 | Cuenca | Liga de Cuenca | Bandera de Cuenca (Ecuador) | 0 – 1     | Bandera de Cuenca (Ecuador) | Cuenca F. C. |

### Final
| Fecha                  | Lugar  | Equipo 1     |                             | Resultado |                             | Equipo 2      |
| ---------------------- | ------ | ------------ | --------------------------- | --------- | --------------------------- | ------------- |
| 4 de septiembre, 14:30 | Cuenca | Aviced F. C. | Bandera de Cuenca (Ecuador) | 3 – 1     | Bandera de Cuenca (Ecuador) | Estrella Roja |

| Bandera de Cuenca (Ecuador)                                                                                               |
| Campeón Aviced Fútbol Club 1.er título Clasificado a los play-offs de la Segunda Categoría 2022 y a la Copa Ecuador 2023. |

## Clasificación general
| Pos. | Equipos               | Prom. | Pts. | PJ | PG | PE | PP | GF | GC | Dif. | Fase en la que concluyó su participación |
| ---- | --------------------- | ----- | ---- | -- | -- | -- | -- | -- | -- | ---- | ---------------------------------------- |
| 1.   | Aviced F. C. (C)      | 2.667 | 32   | 12 | 10 | 2  | 0  | 46 | 6  | +40  | Final                                    |
| 2.   | Estrella Roja         | 2.083 | 25   | 12 | 8  | 1  | 3  | 23 | 17 | +6   | Final                                    |
| 3.   | Cuenca F. C.          | 1.667 | 20   | 12 | 6  | 2  | 4  | 20 | 17 | +3   | Partido por el tercer puesto             |
| 4.   | Liga de Cuenca        | 2.083 | 25   | 12 | 8  | 1  | 3  | 31 | 6  | +25  | Partido por el tercer puesto             |
| 5.   | Baldor Bermeo Cabrera | 2.300 | 23   | 10 | 7  | 2  | 1  | 23 | 9  | +14  | Cuartos de final                         |
| 6.   | Cruz del Vado         | 1.600 | 16   | 10 | 5  | 1  | 4  | 15 | 17 | −2   | Cuartos de final                         |
| 7.   | Paute F. C.           | 1.500 | 15   | 10 | 5  | 0  | 5  | 18 | 16 | +2   | Cuartos de final                         |
| 8.   | Tecni Club            | 1.400 | 14   | 10 | 4  | 2  | 4  | 16 | 11 | +5   | Cuartos de final                         |
| 9.   | San Pedro del Pongo   | 1.625 | 13   | 8  | 4  | 1  | 3  | 17 | 8  | +9   | Primera fase                             |
| 10.  | Atenas F. C.          | 1.500 | 12   | 8  | 4  | 0  | 4  | 14 | 16 | −2   | Primera fase                             |
| 11.  | Estudiantes           | 0.714 | 5    | 7  | 1  | 2  | 4  | 5  | 16 | −11  | Primera fase                             |
| 12.  | El Cuartel            | 0.375 | 3    | 8  | 1  | 0  | 7  | 7  | 31 | −24  | Primera fase                             |
| 13.  | Santa Isabel F. C.    | 0.375 | 3    | 8  | 1  | 0  | 7  | 7  | 36 | −29  | Primera fase                             |
| 14.  | Santa Ana S. C.       | 0.000 | 0    | 7  | 0  | 0  | 7  | 7  | 22 | −15  | Primera fase                             |
| 15.  | Propraxis             | 0.000 | 0    | 8  | 0  | 0  | 8  | 2  | 23 | −21  | Primera fase                             |

## Clasificados a los play-offs del Ascenso Nacional 2022
| Bandera de Cuenca (Ecuador) | Bandera de Cuenca (Ecuador) | Bandera de Cuenca (Ecuador) | Bandera de Cuenca (Ecuador) |                       |
| Aviced F. C.                | Estrella Roja               | Cuenca F. C.                | Liga de Cuenca              | Baldor Bermeo Cabrera |
| Campeón                     | Subcampeón                  | 3.° puesto                  | 4.° puesto                  | 5.° puesto            |
| 4/9/2022                    | 4/9/2022                    | 4/9/2022                    | 4/9/2022                    | 21/8/2022             |